# Chorinaeus excessorius
Chorinaeus excessorius là một loài tò vò trong họ Ichneumonidae.